# 栃木県道235号黒磯停車場線

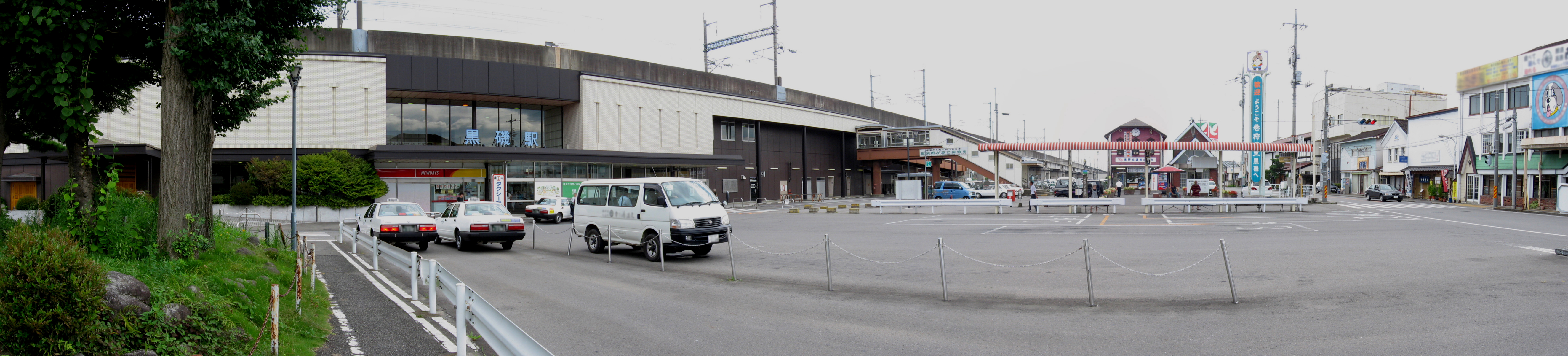
黒磯駅前（2007年8月）

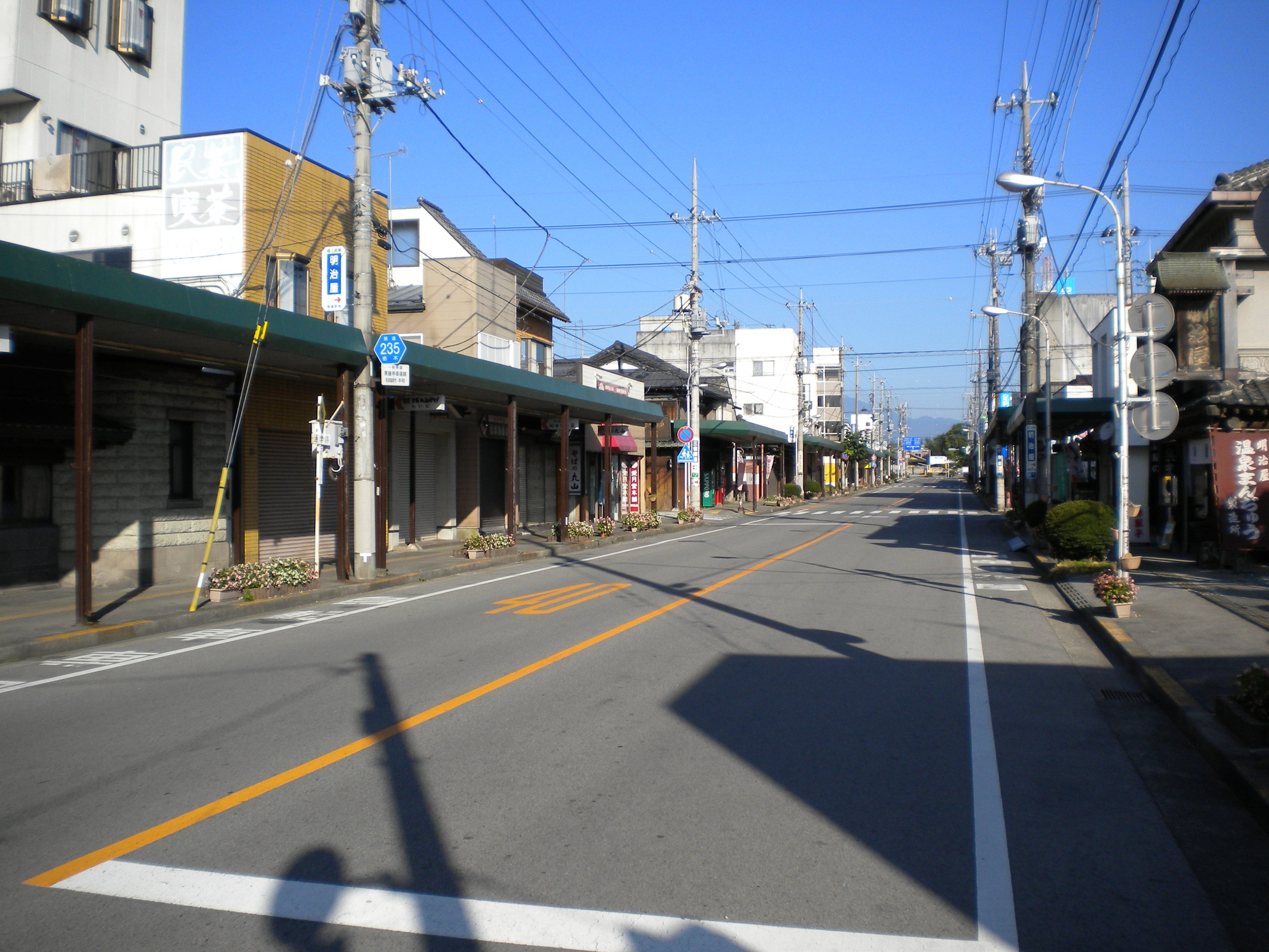
黒磯駅側から黒磯駅前交差点方面を望む（2010年9月）

栃木県道235号黒磯停車場線（とちぎけんどう235ごう くろいそていしゃじょうせん）は、栃木県那須塩原市内を通過する一般県道である。

## 概要
那須塩原市の玄関口の一つであり那須観光の基点でもあるJR黒磯駅と、黒磯の市街地を南北に貫く奥州街道（国道4号旧道）を連絡する県道。沿線には古くからの商店街が並ぶ。

### 路線データ
- 総延長：0.276km[1]
- 実延長：0.276km[1]
- 起点：栃木県那須塩原市本町（黒磯停車場）
- 終点：栃木県那須塩原市本町（黒磯駅前交差点＝栃木県道55号西那須野那須線、栃木県道303号黒磯高久線交点）
- 認定：1961年（昭和36年）4月1日

## 歴史

### 年表
- 1961年（昭和36年）4月1日 - 一般県道として認定。

## 路線状況

### 交通量
24時間自動車類交通量（台/日）
- 2,946（推定値）

## 地理

### 通過する自治体
- 栃木県
  - 那須塩原市